# 南泰利耶
南泰利耶（瑞典語：Södertälje，發音：[sœdɛˈʈɛ̂lːjɛ] ⓘ）是瑞典斯德哥尔摩省的一座城市，为南泰利耶市镇的行政中心。
这座城市以大量来自西亞的信奉东方礼基督教的亚述人移民而闻名，被称为“欧洲亚述人之都”。尤其是近年来自动乱的伊拉克的亚述人难民明显增多。亚述人有自己的教堂、学校、俱乐部和商店等。现代阿拉姆语在亚述人社区中使用。

## 友好城市
- 法國 昂热